# Гіперболічна точка

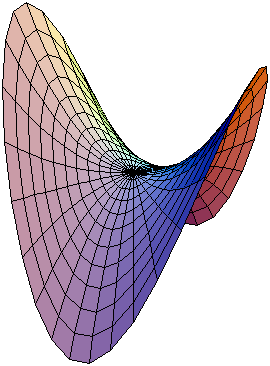
У гіперболічного параболоїда всі точки є гіперболічними

Гіперболічна точка поверхні — в диференціальній геометрії точка двомірної поверхні, в якій гауссова кривина поверхні негативна. У гіперболічній точці головні кривини мають протилежний знак.
Поверхня, у якій кожна точка є гіперболічною, називається сідловою поверхнею.